# ウェイバーン
ウェイバーン（英: Weyburn）は、カナダ・サスカチュワン州南東部にある市。レジャイナの南東約110kmにあり、アメリカ合衆国ノースダコタ州から北に約70kmの位置にある。

## 歴史
1892年にマニトバ州ブランドンからカナダ太平洋鉄道が、1893年にアメリカ合衆国との国境にあるノース・ポータルからスー・ライン鉄道が、将来のウェイバーンとなる土地に開通した。将来の土地ラッシュを見込んで、1895年に郵便局、1899年に土地管理局が開設された。1899年にはノックス派長老派教会も設立された。ウェイバーンは1900年に法的に村として認可され、1903年に町、最終的には1913年に市として認可された。1910年から1931年までウェイバーン・セキュリティ・バンクは市内に本社を構えていた。
ウェイバーンはその後、サスカチュワン州の主要な鉄道の町となった。レジャイナ、ノース・ポータル、ムースジョー、レスブリッジなどへ繋がるカナダ太平洋鉄道の各支線とスー・ライン鉄道、レジャイナやブランドンなどから繋がるカナディアン・ナショナル鉄道の路線がウェイバーンを通っていた。
ウェイバーンには1921年にスーリス・バレー精神病院が設立され、当時イギリス連邦で最大の精神障害者のための施設のひとつであり、科学的で実験的治療の最前線と言われていた。治療プログラムの先駆けとしての評判を持ち、最盛期には施設には約2,500人の患者がいた。2006年に閉鎖・売却され、その歴史的建築を史跡として保存する動きもあったが、2009年に解体された。

## 文化
- スー・ライン鉄道歴史博物館（Soo Line Historical Museum）：　1910年頃の建築で市の史跡となっている。

## 交通
ウェイバーンはサスカチュワン州道13号線、サスカチュワン州道35号線、サスカチュワン州道39号線の交差する場所となっている。市の北東に定期便のないウェイバーン空港がある。